# La Poveda
La Poveda – stacja metra w Madrycie, na linii 9. Znajduje się w Arganda del Rey i zlokalizowana jest pomiędzy stacjami Rivas Vaciamadrid i Arganda del Rey. Została otwarta 7 kwietnia 1999.